# NGC 774
NGC 774 este o liner situată în constelația Berbecul. A fost descoperită în 16 octombrie 1784 de către William Herschel. Se află la o distanță de 66 de megaparseci de Pământ.